# Napoli ieri - Napoli oggi - Vol. IV
Napoli ieri - Napoli oggi - Vol. IV è il diciottesimo album di Peppino di Capri.

## Descrizione
E l'ultimo dei quattro album nei quali il cantante caprese abbina sul lato A rielaborazioni di classici della canzone napoletana e sul lato B nuove composizioni. Anche qui c'è posto per classici partenopei, come 'Santa Lucia luntana' o 'Simmo e Napule Paisa' mentre sul lato B nuovi brani scritti dai suoi giovani parolieri come Depsa o i fratelli Moscarelli. 'Gelusia' fu successivamente ristampata su 45 giri. E anche l'ultimo album dove il cantante campano e accompagnato nella formazione del suo gruppo i 'New Rockers' da Ettore Falconieri dopo vent'anni di alleanza artistica.
La copertina raffigura un primo piano del cantante. L'album è stato parzialmente ripubblicato in CD nel 2003 con l'esclusione dei brani 'Chi si chi so' e 'L'ultima sera' e aggiunta di altre canzoni.
Nel 2003, la Splash ha uscito in CD un volume 5 Napoli ieri - Napoli oggi - Vol. V mai pubblicato in 33 giri.

## Tracce (versione originale)
LATO A
1. Santa Lucia luntana (testo e musica di E.A. Mario)
2. Vierno (testo di Armando De Gregorio, musica di Vincenzo Acampora)
3. Simmo 'e Napule paisa (testo di Peppino Fiorelli, musica di Nicola Valente)
4. Che t'aggia di (testo di Corrado Della Gatta, musica di Evemero Nardella)
5. A primma 'nnammurata (testo di Pasquale Ernesto Fonzo, musica di Ernesto Murolo)

LATO B
1. Chi si, chi so (testo di Umberto Boselli, musica di Rodolfo Mattozzi)
2. Zingarella (testo e musica di Armando Romeo)
3. L'ultima sera (testo di Eduardo Monetti, musica di Giuseppe Faiella e Eduardo Monetti)
4. Napule sfurtunata (testo e musica di Depsa)
5. Felicità (testo di Depsa, musica di Piero Braggi)
6. Gelusia (testo di Enrico Moscarelli, musica di Paolo Moscarelli)

## Tracce (versione del 2003)
1. Santa Lucia luntana
2. Vierno
3. Simmo 'e Napule Paisa
4. Che t'aggia di
5. A primma 'nnammurata
6. Scetate
7. Nun e peccato
8. Zingarella
9. Nu penziero
10. Napule sfurtunata
11. E vva
12. Gelusia
13. Felicità
14. Ma che vuo cchiu
15. Capri sempe blu
16. O sole mio

## Formazione
- Peppino di Capri: arrangiamenti, pianoforte
- Piero Braggi: chitarra, cori
- Ettore Falconieri: batteria, percussioni
- Gianfranco Raffaldi: tastiere, organo Hammond, cori
- Pino Amenta: basso, cori
- Luciano Gargiulo: batteria, percussioni (in Gelusia)
- Gabriele Varano: sassofono tenore (in L'ultima sera)